# Gudi (instrument muzical)

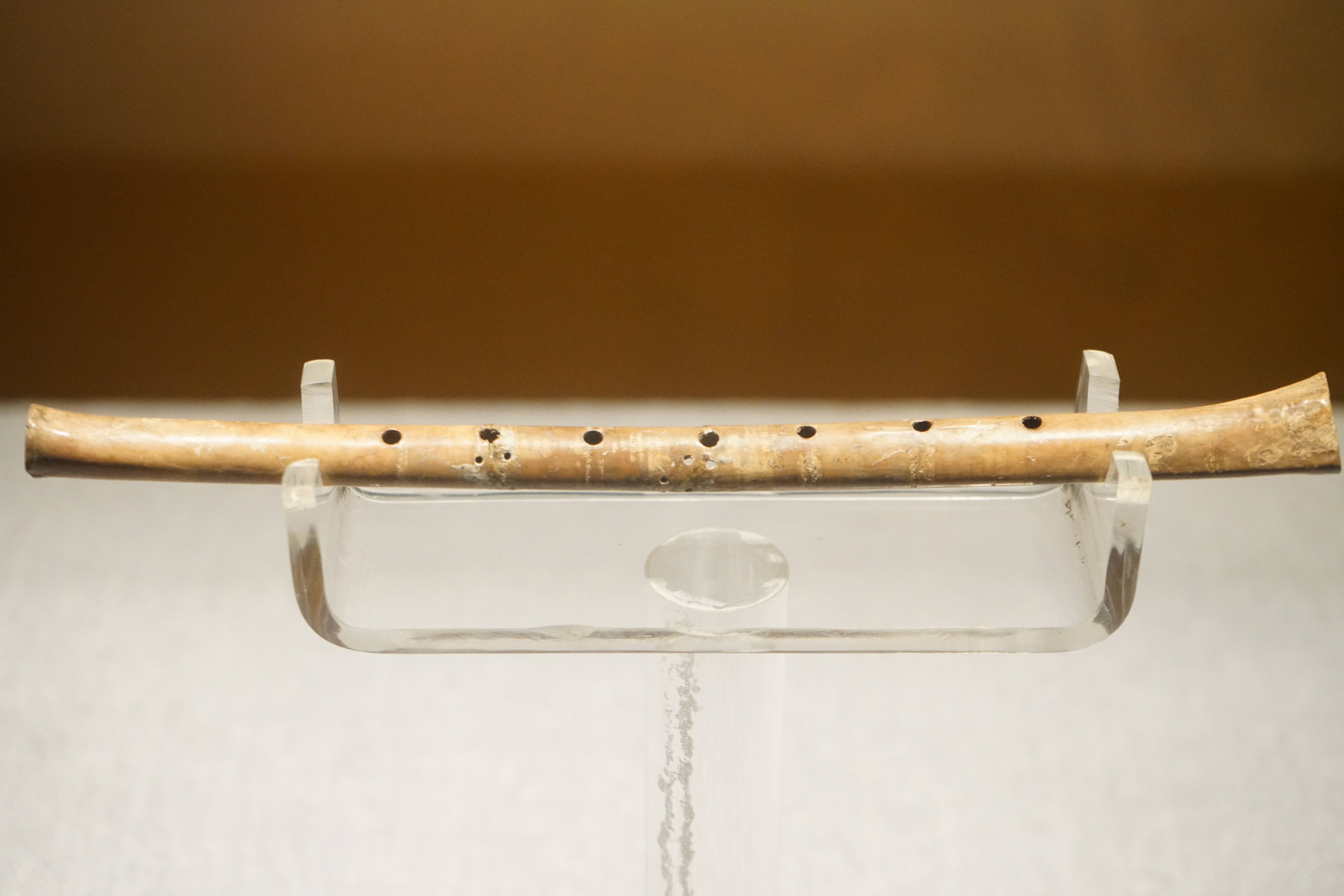
Unul dintre flautele gudi descoperite la Jiahu, ce este expus în Muzeul Henanului din provincia Henan, din centrul Chinei

Gudi (în chineză: 贾湖骨笛, nume scris cu pinyin: gǔdí) sunt cele mai vechi instrumente muzicale din China, datând aproximativ din 6000 î.Hr.. Literal termenul gudi înseamnă „flaut de os”.

## Istorie
Aceste flaute de os au fost descoperite în 1986 într-un mormânt neolitic timpuriu din situl Jiahu din provincia Henan, în centrul Chinei.

## Descriere
Aceste flaute de os au în medie dimensiunile de 20 centimetri × 1,1 centimetri (7,9 țoli × 0,4 țoli) și au fost confecționate din oasele aripilor unor păsări.

## Galerie

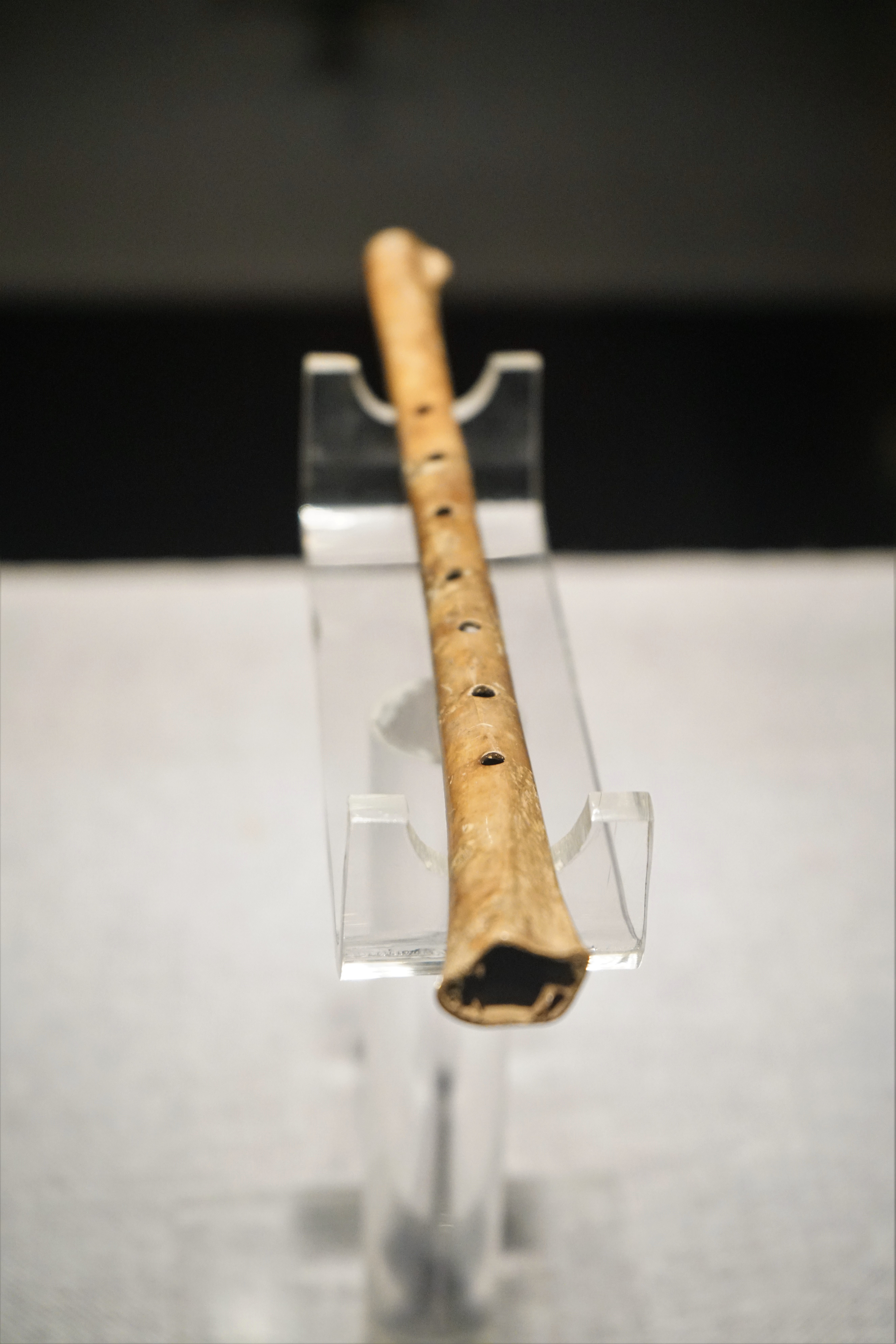
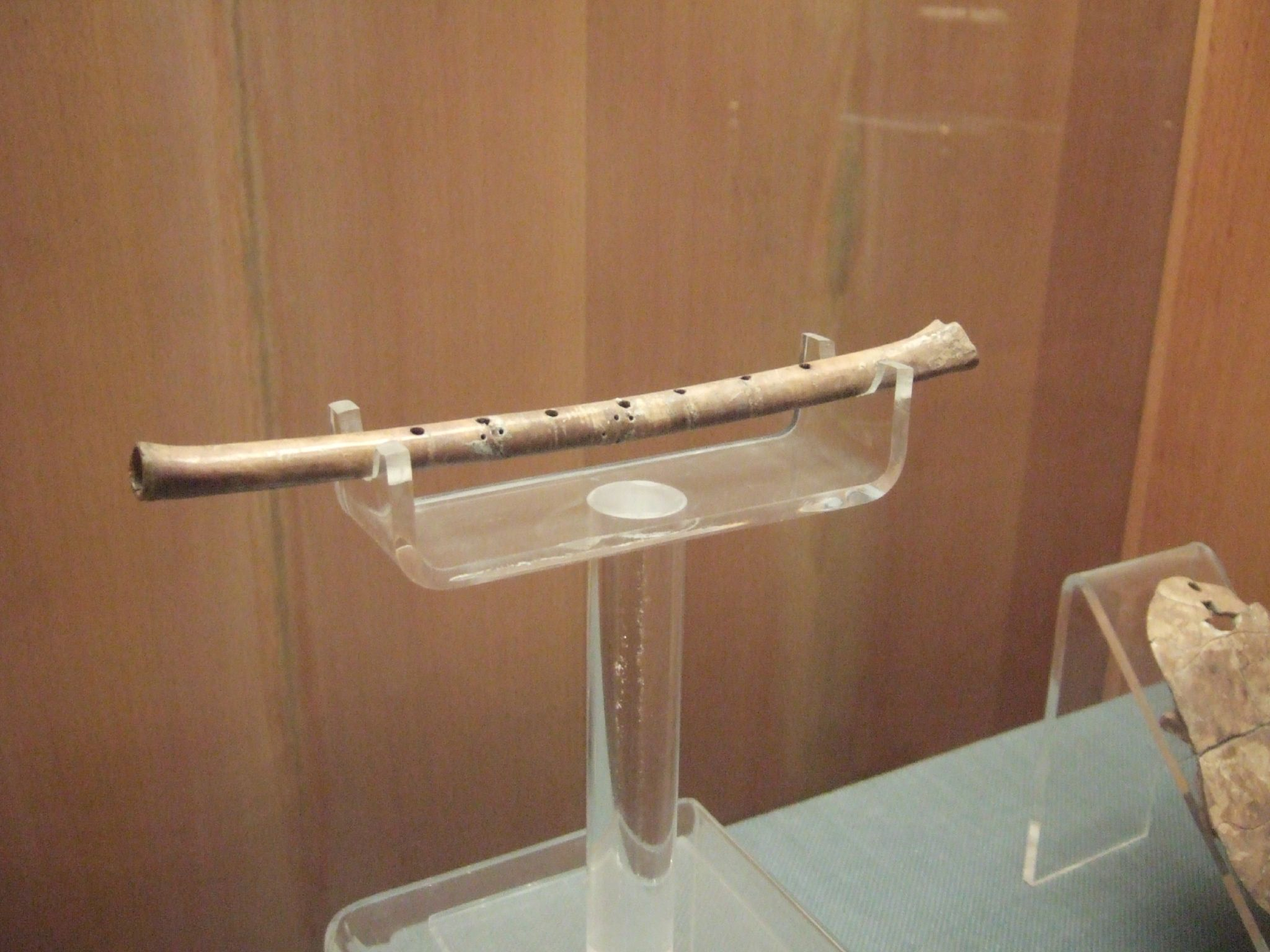
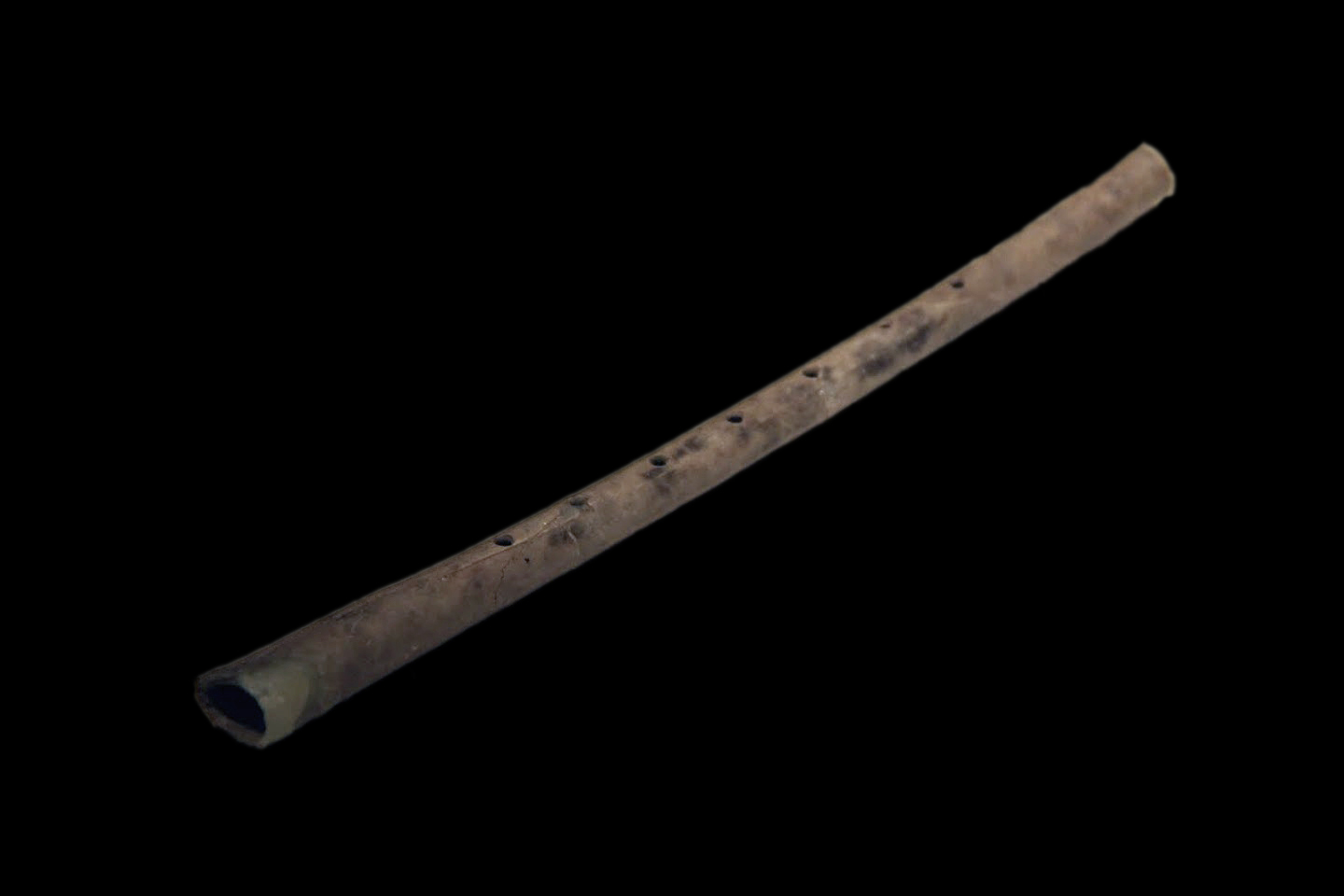

## Legături externe
- Flutes under Wind Section Arhivat în 25 iulie 2022, la Wayback Machine.
- Musical Description la Wayback Machine (archived 27 d.Hr.)
- Natural History Magazine